# Літтл-Фоллс (Мен)
Літтл-Фоллс (англ. Little Falls) — переписна місцевість (CDP) в США, в окрузі Камберленд штату Мен. Населення — 863 особи (2020).

## Географія
Літтл-Фоллс розташований за координатами 43°43′50″ пн. ш. 70°25′53″ зх. д. / 43.73056° пн. ш. 70.43139° зх. д. (43.730484, -70.431282).  За даними Бюро перепису населення США в 2010 році переписна місцевість мала площу 3,23 км², з яких 2,98 км² — суходіл та 0,25 км² — водойми.

## Демографія
Згідно з переписом 2010 року, у переписній місцевості мешкало 708 осіб у 274 домогосподарствах у складі 190 родин. Густота населення становила 219 осіб/км².  Було 291 помешкання (90/км²).
Расовий склад населення:
| - 95,3 % — білих - 1,0 % — азіатів - 0,7 % — чорних або афроамериканців - 0,6 % — корінних американців |

До двох чи більше рас належало 2,3 %. Частка іспаномовних становила 1,6 % від усіх жителів.
За віковим діапазоном населення розподілялося таким чином: 25,0 % — особи молодші 18 років, 65,5 % — особи у віці 18—64 років, 9,5 % — особи у віці 65 років та старші. Медіана віку мешканця становила 35,8 року. На 100 осіб жіночої статі у переписній місцевості припадало 102,3 чоловіків;  на 100 жінок у віці від 18 років та старших — 95,9 чоловіків також старших 18 років.
Середній дохід на одне домашнє господарство  становив 52 555 доларів США (медіана — 46 630), а середній дохід на одну сім'ю — 79 898 доларів (медіана — 74 762). За межею бідності перебувало 9,4 % осіб, у тому числі 0,0 % дітей у віці до 18 років та 0,0 % осіб у віці 65 років та старших.
Цивільне працевлаштоване населення становило 218 осіб. Основні галузі зайнятості: роздрібна торгівля — 26,1 %, науковці, спеціалісти, менеджери — 18,3 %, мистецтво, розваги та відпочинок — 16,5 %, освіта, охорона здоров'я та соціальна допомога — 15,1 %.